# 天野隆重
天野 隆重（あまの たかしげ）は、戦国時代から安土桃山時代にかけての武将。大内氏、毛利氏の家臣。

## 出自
安芸天野氏は、藤原南家工藤氏の一族で安芸国に下向し国人化したもので、隆重の系統は天野政貞から始まる金明山天野氏にあたる。同じく安芸の国人である天野興次・天野興定・天野元定の一族の系統は生城山天野氏である。

## 生涯
文亀3年（1503年）、安芸国金明山城を本拠とした国人・天野元貞の長男として生まれる。文亀3年（1503年）、安芸国金明山城を本拠とした国人・天野元貞の長男として生まれる。隆重の母は福原広俊の娘で、妻も福原貞俊の妹だったため、毛利元就から厚い信頼を受けた。
はじめ大内氏に従属したが、天文20年（1551年）に大内義隆が陶隆房（陶晴賢）の謀反によって殺害されると（大寧寺の変）、毛利元就に従属したとされている。その一方で、天文9年（1540年）に発生した吉田郡山城の戦いにおける毛利氏家臣団の戦功を記した「郡山城諸口合戦注文」の中に本来は毛利氏と同格である筈の保利氏家臣団の名前が記載されており、他の安芸国人と異なって早い時期から毛利氏とも従属関係にあったと推測される（他の安芸国人及び同家臣は毛利氏と同格であるため「郡山城諸口合戦注文」に触れられない。なお、保利氏については後述）。その後はある程度の独立性を維持しながらも、毛利氏に従い厳島の戦いや防長経略など多くの戦いで活躍した。出雲国の尼子氏が滅亡すると、月山富田城の城代を任される。
永禄12年（1569年）、尼子勝久率いる尼子再興軍が隠岐国より出雲に上陸し、出雲奪還へと行動を開始した。これに呼応し尼子氏残党も一斉に蜂起してこれに加わり、6,000を超える人数が尼子再興軍の勢力下に入った。当時、毛利氏はその主力を北九州の大友氏との戦いに向けており、月山富田城を守る兵は僅か300であった。しかし、隆重は城主の毛利元秋と相談して一計を案じ、降伏する旨の書状を送り尼子再興軍を月山富田城に誘引して奇襲をかけ、秋上宗信率いる2,000の兵を散々に打ち破った。
この敗戦の後、尼子軍は月山富田城に籠もる毛利軍を伏兵により殲滅しようと画策し、城下の浄安寺に山中幸盛らが率いる1,000の伏兵を置いた。隆重はこれを察知して、浄安寺に静かに近づき、鉄砲や矢を寺内に猛射して、またもや打ち破った。これにより、尼子側の戦意は失い、城攻めは膠着状態に陥った。その後、毛利軍本隊が大軍を率いて出雲国へ迫り、尼子軍による月山富田城の包囲を突破し城を開放した。
天正12年（1584年）3月7日に死去。享年82。墓所は山口県岩国市周東町西午王ノ内の大梅山通化寺にあり、隆重夫婦は子・元嘉夫婦と共に眠っている。

## 備考
中世後期の安芸の国人の1人として記録されていながらその系譜や動向の詳細が不明であった氏族に保利氏がいるが、近年では保利氏は金明山天野氏の別名で「保利」は金明山城の所在地である（志芳）堀の同音別表記であると考えられている。
この問題については、永禄12年（1569年）のものと推定されている「竹谷家文書」に所収されている2通の書状が注目される。1枚目（①）は某年12月20日に毛利輝元・元就から保利紀伊守に充てられた書状、2枚目（②）は同年12月28日に紀伊守隆重から田辺大蔵大夫・同与三郎に対して充てられた書状である。①は永禄12年の尼子勝久・山中幸盛の出雲復帰戦に伴う月山富田城籠城戦において毛利方として活躍した富田八幡宮の社家である田辺大蔵丞（大夫の誤りか）・同与三郎に恩賞を与えるように指示した書状であり、②は田辺大蔵大夫父子が実際に恩賞が与えられた際の書状である。このため、保利紀伊守と紀伊守隆重が同一人物であることが判明する。更にこの当時天野隆重が月山富田城の城将で官途名も紀伊守であったことから、保利紀伊守隆重が本項の天野隆重と同一人物であるとしか考えられないことになる。また、その8年前にあたる永禄4年（1561年）に毛利元就・隆元父子が小早川隆景の新高山城を訪問した際に随行した「保利中務少輔」も官途名が当時の隆重の官途名と同一であることから隆重本人と推測される。
天文23年（1554年）4月16日付の福原貞俊宛毛利隆元書状（「毛利家文書」『大日本古文書』〈家わけ八〉665号）には、安芸の国人として「天野」と「保利」が併記されている。「天野」は天野隆綱の生城山天野氏、「保利」は天野隆重の金明山天野氏を指していると考えられている。その背景として、2つの天野氏が分立して時間が経過し、それぞれが志和盆地の外側に勢力を広げ、独自の動きを示すようになっていた。このため、両氏を区別する意味でも「天野」と「保利」の使い分けが行われたと推測されている（「天野」の名字が安芸進出以前の本拠地である伊豆国天野郷に由来するように、安芸国堀＝保利を本拠地とする天野氏が「保利」を称することは決して不自然ではない）。